# 科洛涅 (热尔省)
科洛涅（法語：Cologne，法語發音：[kɔlɔɲ] ⓘ）是法国热尔省的一个市镇，属于孔东区。

## 地理
科洛涅（43°43'19"N, 0°58'40"E）面积6.52 平方千米，位于法国奧克西塔尼大區热尔省，该省份为法国西南部内陆省份，北起顺时针与洛特-加龙省、塔恩-加龙省、上加龙省、上比利牛斯省、大西洋比利牛斯省和朗德省接壤。
与科洛涅接壤的市镇（或旧市镇、城区）包括：圣安娜、阿尔迪扎、昂科斯、圣克里克、圣乔治、锡拉克。

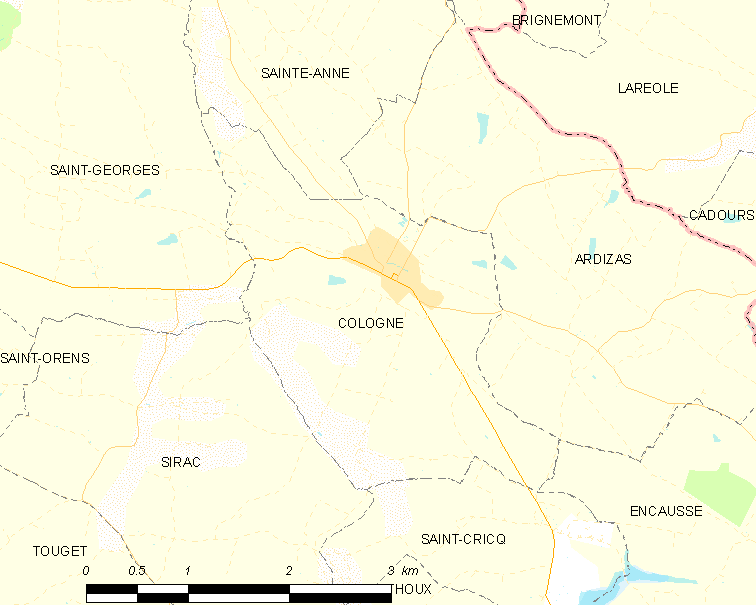
的OSM定位图

科洛涅的时区为UTC+01:00、UTC+02:00（夏令时）。

## 行政
科洛涅的邮政编码为32430，INSEE市镇编码为32106。

## 政治
科洛涅所属的省级选区为日莫讷-阿拉茨县。

## 人口

1962-2008年间人口变化图示

科洛涅于2022年1月1日时的人口数量为920人。